# 埃莉·阿米特
埃莉·阿米特（英語：Elle Armit，1991年8月20日—），生于汤斯维尔，澳大利亚女子水球运动员，2015年夏季世界大学生运动会女子金牌得主、2024年夏季奥林匹克运动会女子银牌得主。